# Fendimetrazina
Fendimetrazina (Bontril, Adipost, Anorex-SR, Appecon, Melfiat, Obezine, Phendiet, Plegine, Prelu-2, Statobex) es una droga estimulante de clase química morfolina utilizada como un supresor del apetito.

## Farmacología
La fendimetrazina funciona como un profármaco para la fenmetrazina, y aproximadamente el 30% de una dosis oral se convierte en ella. Esencialmente puede ser considerada como un liberador prolongado y de menor uso indebido a la versión fenmetrazina. La fenmetrazina (y por lo tanto también la fendimetrazina) actúa como un agente liberador de norepinefrina-dopamina (NDRA).

## Legalidad

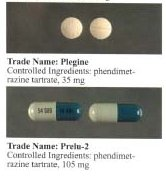

Esta droga es tan potente como la anfetamina. En los Estados Unidos, la fendimetrazina esta dentro de la Ley de Sustancias Controladas de 1970.
De acuerdo a la "Lista de sustancias psicotrópicas sometidas a fiscalización internacional", la fendimetrazina es una sustancia controlada lista IV. 